# Мунис-Феррейра
Мунис-Феррейра (порт. Muniz Ferreira) — муниципалитет в Бразилии, входит в штат Баия. Составная часть мезорегиона Агломерация Салвадор. Входит в экономико-статистический микрорегион Санту-Антониу-ди-Жезус. Население составляет 7423 человека на 2006 год. Занимает площадь 113,706 км². Плотность населения — 65,3 чел./км².

## История
Город основан 30 июля 1962 года.

## Статистика
- Валовой внутренний продукт на 2003 год составляет 14 700 669,00 реалов (данные: Бразильский институт географии и статистики).
- Валовой внутренний продукт на душу населения на 2003 год составляет 2041,19 реал (данные: Бразильский институт географии и статистики).
- Индекс развития человеческого потенциала на 2000 год составляет 0,653 (данные: Программа развития ООН).